# لي شياوشو
لي شياوشو (بالصينية: 李晓旭) مواليد 5 يونيو 1990، هو لاعب كرة سلة صيني يلعب في الرابطة الصينية لكرة السلة ويحمل الرقم 22. يبلغ طوله 6 قدم 9 1⁄2 بوصة (2.1 م).

## الميداليات
| الميدالية | المسابقة                       |
| --------- | ------------------------------ |
| فضية      | بطولة أمم آسيا لكرة السلة 2009 |

## روابط خارجية
- لي شياوشو على موقع الاتحاد الدولي لكرة السلة (الإنجليزية)
- لي شياوشو على موقع كرة السلة الأوروبية.كوم (الإنجليزية)
- لي شياوشو على موقع ريلجم (الإنجليزية)
- لي شياوشو على موقع بروبوليرز (الإنجليزية)
- لي شياوشو على موقع سبورتس رفرنس (الإنجليزية)
- لي شياوشو على موقع اللجنة الأولمبية الصينية (الإنجليزية)